# Squalodelphinidae
Gli squalodelfinidi (Squalodelphinidae) sono un gruppo di cetacei estinti, appartenenti agli odontoceti. Vissero nel Miocene inferiore (circa 23 - 15 milioni di anni fa) e i loro resti fossili sono stati ritrovati in Europa, Nordamerica e Sudamerica. 

## Descrizione
Questi cetacei erano di dimensioni medio-piccole ed erano caratterizzati da un rostro allungato, piuttosto basso. Il cranio era caratterizzato da una tacca antorbitale a forma di V e da un processo antorbitale appuntito; il processo zigomatico dell'osso squamoso era espanso dorsoventralmente e vi era una pars cochlearis del periotico di forma quadrata, oltre a un solco mediano allungato sulla bulla timpanica. Contrariamente alla maggior parte degli odontoceti derivati, la dentatura conservava un certo grado di eterodonzia (de Muizon, 1991).

## Classificazione
La famiglia Squalodelphinidae venne istituita nel 1971 da Ginsburg e Janvier, per accogliere alcuni odontoceti affini agli eurinodelfinidi. Quasi tutti gli studi filogenetici indicano che gli squalodelfinidi sono in realtà strettamente imparentati con i platanistidi (attualmente rappresentati da alcune specie di delfini di fiume), nell'ambito del clade Platanistoidea che potrebbe comprendere anche Squalodontidae e Waipatiidae (Barnes, 2006; Fordyce, 1994; Geisler et al., 2014). Gli squalodelfinidi comprendono alcuni odontoceti del Miocene inferiore rinvenuti in Europa, nella parte orientale degli Stati Uniti e lungo entrambe le coste del Sudamerica: i generi noti sono Huaridelphis, Medocinia, Notocetus, Phocageneus, Macrosqualodelphis e Squalodelphis (Tanaka and Fordyce, 2015; Bianucci et al., 2018).